# ترانسفورميرس: ديفاستيشن
تانسفورميرس: ديفاستيشن (بالإنجليزية: Transformers: Devastation)‏، هي لعبة فيديو إلكترونية يابانية من تطوير بلاتنيوم غيمز، ومن نشر شركة أكتفجن الأمريكية، وهي من نوع أكشن وتقطيع وذبح، صدرت في السوق سنة 2015م، وتعمل لأنظمة بلاي ستيشن 3 وبلاي ستيشن 4 وإكس بوكس 360 وإكس بوكس ون ومايكروسوفت ويندوز، وهي مرخصة من الرسوم المتحركة اليابانية الأمريكية المتحولون.